# Gianluca Greco
Gianluca Greco (Roma, 28 marzo 1961) è un regista e sceneggiatore italiano.

## Biografia
Nato a Roma, ma trasferitosi quasi subito a Milano, ritorna a Roma all'inizio degli anni '80 per laurearsi in Lettere e prendere il diploma di regia presso il Centro sperimentale di cinematografia. Inizia quindi l'attività come aiuto regista lavorando per Pupi Avati, Felice Farina, Gianni Amelio, per poi instaurare un rapporto di collaborazione continua soprattutto con tre autori italiani: Paolo Virzì, Francesca Archibugi e Sergio Rubini. 
Nel 2002 firma, come regista e sceneggiatore, il film Nemmeno in un sogno.
Si è in seguito dedicato alla realizzazione di documentari (Vado bene o no?), regia televisiva e all'attività di casting director.

## Filmografia
- Pesci fuor d'aqua (1988) - cortometraggio
- Nemmeno in un sogno (1988)

### Documentari
- Vado bene o no? (2008)
- Marino Mazzacurati - Artigiano della storia (2010)
- Casco in volo (2011)